# Kaz (città)
Kaz è una cittadina della Russia siberiana meridionale (oblast' di Kemerovo); appartiene amministrativamente al rajon Taštagol'skij.